# Fogo Morto
Fogo Morto é a obra-prima do escritor José Lins do Rego, livro que mostra com linguagem forte e poética a decadência dos engenhos de cana-de-açúcar. É inserido pela crítica literária como parte da 2.ª fase do modernismo brasileiro.
Publicado em 1943, é a última obra do mais expressivo dos ciclos de José Lins do Rego: o da cana-de-açúcar. Apesar de marcar o término da série, com a decadência dos senhores de engenho, o romance também assinala seu auge, seu momento de superação, constituindo uma obra-prima da literatura regionalista, de caráter neorrealista.
A expressão fogo morto se refere ao engenho improdutivo, que não mói mais.

## Enredo
"Fogo Morto" de José Lins do Rego é um romance que narra a decadência dos engenhos de açúcar no Nordeste brasileiro, articulado em três partes, cada uma focada em um personagem central: o mestre José Amaro, o senhor de engenho Lula de Holanda e o capitão Vitorino Carneiro da Cunha. Cada um dos protagonistas representa uma perspectiva diferente da sociedade decadente da época.
Na primeira parte, acompanhamos a história de José Amaro, um artesão seleiro orgulhoso e resistente à modernização e à submissão aos senhores de engenho. Ele luta para manter sua dignidade em meio à crescente desvalorização de seu ofício artesanal, em contraste com a industrialização que já se fazia presente.
Na segunda parte, o foco se volta para Lula de Holanda, um senhor de engenho que tenta manter sua posição e poder na sociedade, mesmo com o fim da escravidão e as mudanças econômicas que minavam a sustentabilidade dos engenhos tradicionais. Lula representa o orgulho e a tentativa desesperada de se manter relevante em um contexto social e econômico que já não se encaixava mais nos antigos moldes.
Na terceira e última parte, somos apresentados ao capitão Vitorino, uma figura excêntrica que se vê como um defensor da justiça. Vitorino luta por ideais que não encontram lugar na realidade que o cerca, frequentemente se opondo aos poderosos em nome dos oprimidos, mesmo que isso o faça parecer fora de lugar e até mesmo louco.
"Fogo Morto" é, assim, uma narrativa sobre resistência, orgulho e a inevitável decadência de um sistema social baseado na exploração e na manutenção de privilégios. Cada personagem, à sua maneira, resiste ao tempo e às mudanças, mas todos acabam por enfrentar as consequências trágicas de suas próprias lutas internas e externas.

## Edição em braile
Em junho de 2023, a Fundação Espaço Cultural da Paraíba (FUNESC), em associação com a Empresa Paraibana de Comunicação (EPC), lançou uma edição em braile da obra, em homenagem ao 122.º aniversário de nascimento do escritor.